# Jacques-Philippe Lantier
Pour les articles homonymes, voir Lantier (homonymie).
Jacques-Philippe Lantier, né le 21 juillet 1814 à Saint-Joseph-de-Soulanges et mort le 15 septembre 1882 à Saint-Polycarpe, était marchand, auteur et homme politique québécois.

## Biographie
Jacques-Philippe Lantier nait dans la presqu'île de Vaudreuil-Soulanges. Il est marchand à Saint-Polycarpe. Il est élu député de Vaudreuil à l'Assemblée législative de la province du Canada en 1844, à l'intérieur du groupe canadien-français. Il est député pour un seul terme jusqu'en 1848. Il devient député conservateur de la circonscription de Soulanges à la Chambre des communes du Canada en 1872. Il est réélu sans opposition en 1874, 1878 et 1882. Il meurt en fonction à l'âge de 68 ans à Saint-Polycarpe en 1882.